# Tom Tully
Tom Tully es un notable guionista de cómic británico, nacido en 1950. Sus obras más populares son las de acción y deportes, como la longeva Roy of the Rovers, que escribió hasta su terminación en 1993.

## Biografía
De 1963 a 1970, Tully fue el principal escritor de Steel Claw para Valiant, reemplazando a Ken Bulmer, y de su secuela entre 1971 y 1973, Return of the Claw. También trabajó en Kelly's Eye y Janus Stark, y escribió Heros the Spartan para el dibujante Frank Bellamy en Eagle. 
En los años 1970, escribió Johnny Red para Battle Picture Weekly. Desarrolló también muchos proyectos para 2000 AD como Dan Dare, la franquicia de Bandai Robo Machines y las deportivas Harlem Heroes y Mean Arena. También creó The Mind of Wolfie Smith para "Tornado", posteriormente trasladada a 2000 AD.

## Obra
| Título           | Dibujante                                        | Publicación | Números | Fecha      |
| ---------------- | ------------------------------------------------ | ----------- | ------- | ---------- |
| Steel Claw       | Jesús Blasco                                     | "Valiant"   | 1-      | 06/10/1962 |
| Kelly's Eye      | Francisco Solano López                           | "Valiantt"  |         | 1963-1971  |
| Mytek the Mighty | Eric Bradbury, Bill Lacey                        | "Valiant"   |         | 1964-1970  |
| Héroes de Harlem | Carlos Trigo, Dave Gibbons, Massimo Belardinelli | "2000 AD"   | 1-      | 26/02/1977 |

- Datos: Q3530906